# جيمس زد. بوغارت
جيمس زد. بوغارت (بالإنجليزية: James Z. Bogart)‏ هو ضابط شرطة أمريكي، ولد في 26 مارس 1821 في الولايات المتحدة، وتوفي في 28 مارس 1881 في نيويورك في الولايات المتحدة.